# Fornovolasco
Fornovolasco è una frazione del comune italiano di Fabbriche di Vergemoli, nella provincia di Lucca, in Toscana.
Il borgo si trova nella regione storica della Garfagnana, nel parco delle Apuane.

## Geografia fisica
(Ludovico Ariosto, I cinque canti, II, 18)
Il paese, sviluppato in una stretta valle all'incrocio di due torrenti, è collocato alla base meridionale della Pania della Croce (detta anche dell'omo morto), che lo sovrasta; il paesaggio è arricchito da una grande apertura circolare nel monte soprastante, come un arco di ponte maestrevolmente curvato, alto circa 25 metri, con una corda di 34 metri: esso prende il nome di monte Forato (o Pania Forata). Le acque che dividono il paese in 3 settori sono quelle limpidissime della turrite di Petrosciana, su cui si innesta il fosso dei Santi.
Nelle vicinanze del paese si trovano pregiati marmi bianchi ordinari e colorati, e miniere di altri metalli, mentre all'interno della Pania è presente una vena di diaspro rosso, simile all'orientale per la lucidezza e la vivacità del colore.
Poco lontano si trova la maestosa Grotta del Vento: 4570 metri di sviluppo per un dislivello di 145 metri. Il paese è inoltre circondato da molti boschi e prati, con poche zone coltivate e bellissime selve ricche di castagni.

## Storia
L'etimologia del nome è incerta: la parola Forno indica sicuramente un'attività fusoria, documentata fin dall'epoca medievale, mentre la parola Volasco è attribuita da alcuni ad un certo Volasco di Brescia, che per primo avrebbe introdotto in Garfagnana l'industria della escavazione e lavorazione del ferro; da altri il nome Volasco viene fatto derivare da un antico hospitale detto Volaschio.
L'origine medioevale della lavorazione del ferro è dimostrata da interessanti documenti ritrovati nell'archivio del capitolo di San Martino di Lucca che narrano come le miniere e le pratiche fusorie del ferro fossero già sviluppate antecedentemente al XVI secolo, prima che fosse importata la tecnologia di tale Volasco e dei bresciani al suo seguito. Sempre da alcuni documenti risulta che nel 1369 gli uomini del paese esportassero il ferro prodotto fino a Stazzema. L'Hospitale de Volaschio viene invece nominato in un elenco del territorio dello stato di Lucca del XIV secolo

### L'alluvione del 1996

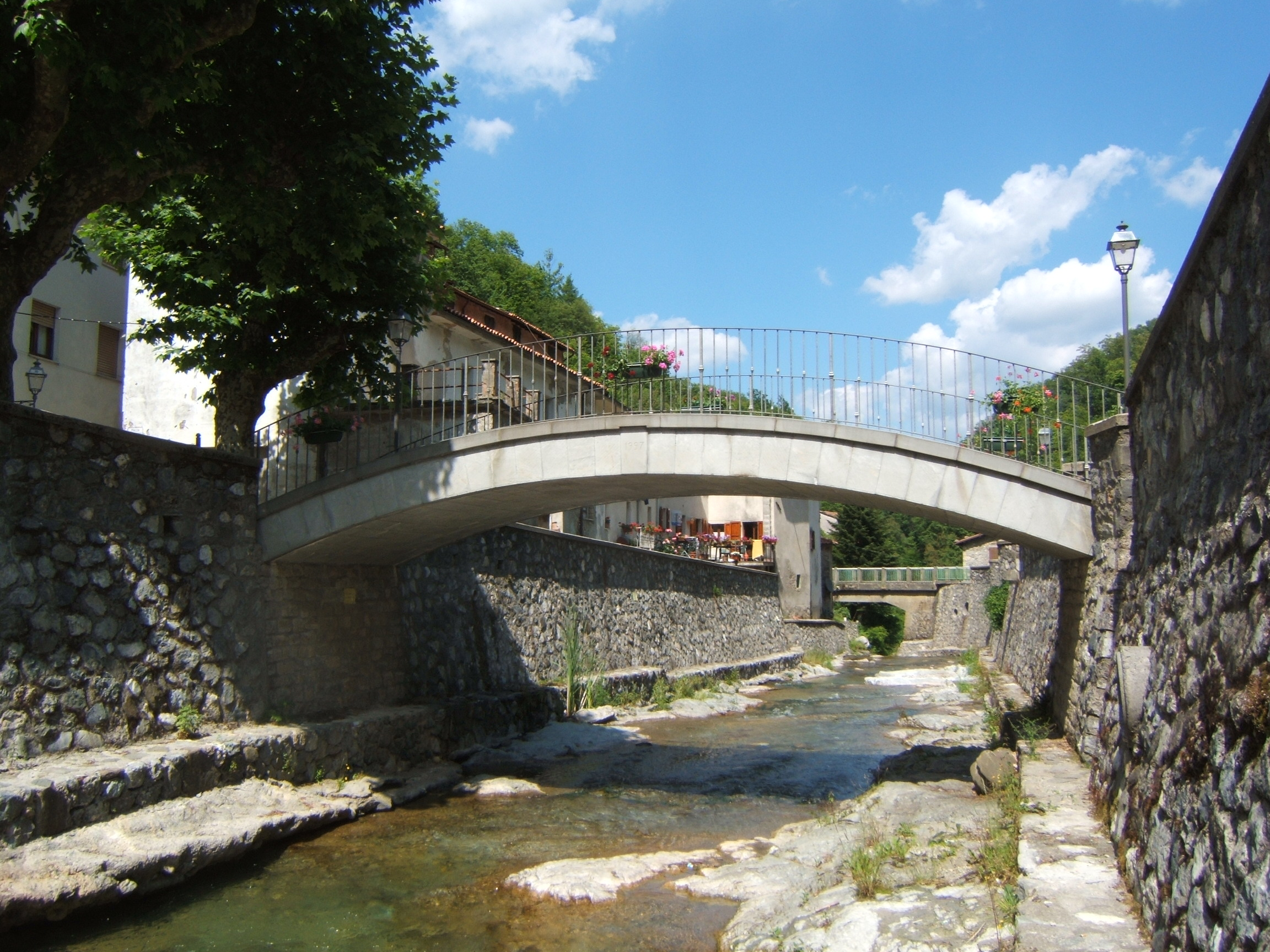
Nuovo ponte di Fornovolasco

Nel primo pomeriggio del 19 giugno del 1996 sulla Garfagnana e sulla Versilia si sviluppò un imprevisto e devastante diluvio che, in poche ore, fece cadere un livello record di pioggia. Fornovolasco, insieme a Cardoso (Stazzema), fu tra i paesi a pagarne maggiormente le conseguenze: dalla valle scese una quantità di acqua mista a fango e detriti che distrusse tutti i ponti del paese e portò via interamente alcune case. L'immensa tragedia trovò però una immediata reazione a partire dalla popolazione fino agli enti locali e regionali, e Fornovolasco un anno dopo poté già inaugurare i nuovi ponti e la ricostruita piazza Pascoli. Anche la chiesa intitolata a San Francesco di Assisi, invasa dall'acqua nella disastrosa alluvione, fu riaffrescata con i disegni del maestro Paolo Maiani. Nella tragedia ci fu soltanto una vittima.